# Penirolol
Penirolol je antagonist beta adrenergičkog receptora.